# Richard Schubert (Politiker)
Richard Schubert (* 1. Juli 1886 in Mülsen St. Jacob; † 24. Dezember 1955 in Zwickau) war ein deutscher Politiker (KPD). Er war Abgeordneter des Sächsischen Landtages.

## Leben
Schubert, Sohn eines Leinenwebers, absolvierte eine Lehre zum Weber und arbeitete in verschiedenen Textilbetrieben. 1903 trat er der Sozialdemokratischen Partei Deutschlands (SPD) bei. Aus gesundheitlichen Gründen wurde er während des Ersten Weltkrieges nicht zum Kriegsdienst einberufen. 1917 trat er zur Unabhängigen Sozialdemokratischen Partei Deutschlands (USPD) über. Im November 1918 stand Schubert an der Spitze des Zwickauer Arbeiter- und Soldatenrates und gehörte zu den Mitbegründern des Spartakusbundes in Zwickau. Ab Mitte Januar 1919 war er erster Vorsitzender der KPD-Ortsgruppe.
Während des Kapp-Putsches im März 1920 wirkte Schubert als Vorsitzender des Zwickauer Aktionsausschusses. Er trennte sich von der KPD und wurde Vorsitzender der Kommunistischen Arbeiterpartei Deutschlands (KAPD) in Zwickau und Umgegend. 1924 schloss er sich wieder der KPD an und wurde in die Zwickauer Stadtverordnetenversammlung gewählt, dort führte er die kommunistische Fraktion. Zunächst städtischer Angestellter, arbeitete Schubert bis 1930 als Konditor bei der Konsumgenossenschaft. Am 26. Februar 1931 rückte Schubert für die zurückgetretene Margarete Nischwitz als Abgeordneter in den Sächsischen Landtag nach.
Nach der „Machtergreifung“ der Nationalsozialisten versuchte Schubert sein Mandat weiter auszuüben. Er erklärte dem Präsidium des Landtages im März 1933, er wolle sein Mandat künftig als Parteiloser wahrnehmen. Seinem Wunsch wurde nicht stattgegeben, vielmehr wurde er in „Schutzhaft“ genommen und ins KZ Schloss Osterstein verbracht. Im Dezember 1933 wurde er entlassen und stand bis 1939 unter Polizeiaufsicht. Schubert zog sich von jeder politischen Betätigung zurück und  arbeitete im Blumengeschäft seiner Frau.